# Ben Royaards (toneel)
Benjamin Lucien (Ben) Royaards (Amsterdam, 28 september 1904 – Antwerpen, 5 juli 1966) was een Nederlandse toneelspeler en regisseur. Hij wordt gezien als een bekwame en gedreven vakman maar niet echt als vernieuwer of grensverleggende regisseur.

## Familie
Royaards was de zoon van de bekende acteur en regisseur Willem Royaards en de actrice Jacqueline Royaards-Sandberg en doorliep het gymnasium, aldus zijn militaire keuring. Hij was van 1931 tot 1948 getrouwd met Marcelle Georgette Hagedoorn (1910-1995) en hertrouwde met Lea van Laar. Hij is onder andere de vader van Jules Royaards (met Georgette Hagedoorn) en Hans Royaards (met Lea van Laar).

## Leven en werk
In 1925 debuteert Royaards onder de naam 'Ben Willemse' bij Het Schouwtoneel en later in datzelfde jaar speelde hij onder de naam 'Ben Lucius' in  Nieuw Nederlandsch Tooneel. Vanaf 1930 begon hij met spelen onder zijn eigen naam 'Ben Royaards'.
In 1936 richtte Royaards samen met zijn vrouw Georgette en andere collega's in Deventer 'De Nederlandse Toneelgroep' op. Het bestaan van deze groep was van korte duur en een jaar later vertrok Royaards samen met zijn vrouw naar Antwerpen. Joris Diels had beiden overgehaald om te komen spelen voor het Koninklijke Nederlandse Schouwburg (KNS). Al in het eerste seizoen mag Royaards het stuk Een Midzomernachtdroom regisseren waarin hij zelf de rol van Lysander speelt en zijn vrouw schittert in de rol van Puck. Wanneer Diels in 1938 uit onvrede zijn eigen toneelgroep opricht volgt het echtpaar Royaards, samen met acteurs als Jet Naessens en Ida Wasserman, hem en spelen ze voor volle zalen in het Kunstverbond.  Een jaar later keert Diels terug bij het KNS als directeur en wederom volgt het echtpaar Royaards om voor het KNS te gaan spelen.
In 1943 keert Royaards terug naar Nederland en gaat spelen bij het Gemeentelijk Theaterbedrijf Amsterdam (GTA) hiervoor regisseert hij onder andere een opvoering van Gysbreght. In 1944 volgt hij Cor van der Lugt Melsert op als artistiek leider van de afdeling Theater van het GTA. In 1946 regisseert en speelt Royaards in een uitvoering van De gebroeders Karamazov voor het Residentie Tooneel. Royaards en zijn vrouw zijn inmiddels uit elkaar gegroeid en besluiten in 1948 van elkaar te scheiden, in datzelfde jaar hertrouwd hij met Lea van Laar. In 1948 vestigde hij zich weer in Antwerpen en werd wederom regisseur bij het KNS.
In 1954 wordt Royaards gevraagd door het KNS om bij het jubileum van het honderdjarige bestaan van de theatergroep opnieuw Een Midzomernachtsdroom te regisseren. Zijn regieprestatie bij het eeuwfeest wordt enigszins onderbelicht voor de grote belangstelling bij de pers voor de aanwezigheid van de jonge Koning Boudewijn bij de voorstelling. Bij de première voor het publiek zijn de kritieken positiever. In 1956 regisseert hij voor het KNS nog Peer Gynt en in 1958 Van de Brug af gezien.
Royaards ligt begraven op Westerveld in Driehuis en is bijgelegd in het graf van zijn vader.
- MusicBrainz: 687ae1aa-236c-4756-a10a-954d46ca0701
- Virtual International Authority File: 291182867